# Бабайцева, Вера Васильевна
Ве́ра Васи́льевна Баба́йцева (13 октября 1925, село Сайлап, Алтайский край  — 10 февраля 2016, Москва) — советский и российский лингвист, доктор филологических наук, профессор. Автор множества научных работ, вузовских и школьных учебников. Основатель структурно-семантического направления в российской лингвистике.

## Биография
Родилась 13 октября 1925 года на Алтае.
В 1941 году на Алтай эвакуируется МГПИ им. К. Либкнехта, Вера Васильевна становится его студенткой. В 1943 году институт возвращается в Москву, Вера Васильевна вместе со всем преподавательским составом и студентами вуза едет в столицу. МГПИ им. К.Либкнехта сливается с МГПИ им. В. И. Ленина. Его и оканчивает в 1945 году студентка Бабайцева, получив диплом с отличием.
В 1946 году Вера Васильевна работает учителем русского языка и литературы в школе Наро-Фоминского района Московской области. В 1947 году Вера Васильевна переезжает в Кабардино-Балкарию, в город Нальчик. Работает на кафедре русского языка Кабардинского пединститута, заочно учится в аспирантуре. И уже в 1955 году в Институте русского языка АН СССР Вера Васильевна защитила кандидатскую диссертацию «Предложения с безлично-предикативными словами в современном русском языке (без инфинитива)», а в 1969 году в Ленинграде — докторскую на тему «Переходные конструкции в синтаксисе (предложения, сочетающие свойства двусоставных и односоставных (безличных именных) предложений)».
В 1972 году (в порядке перевода из Мичуринского пединститута) переехала в Москву и стала работать заведующим сектором обучения русскому языку в НИИ школ МП РСФСР.
С 1977 года и до конца жизни В. В. Бабайцева работала на кафедре современного русского языка Московского педагогического государственного университета.
Многопланова, но органически взаимосвязана её творческая деятельность: научная, лингвометодическая и преподавательская.

## Область научных интересов
Структурно-семантическое направление (основные постулаты: многоаспектность, системность, переходность и др.); синхронная переходность (синкретизм, функциональная омонимия и др.); синтаксис простого предложения (логико-семантические основы типологии простого предложения, односоставные предложения, система членов предложения и др.); структура языка (языковая система, виды языковой деятельности, речь) и др.
Лингвометодическая деятельность включает: обоснование основных принципов школьного курса русского языка (системность и развитие речи на основе изучения языка), создание трёх учебно-методических комплексов, организация научно-методических конференций и т. д.).
Научные и лингвометодические идеи реализуются в педагогической деятельности и в публикациях.
Вера Васильевна Бабайцева — автор 233 публикаций, среди которых 11 монографий, вузовские и школьные учебники.
Под руководством В. В. Бабайцевой защищено 12 докторских и 52 кандидатских диссертации, в которых на основе постулатов структурно-семантического направления изучены многие важные вопросы отечественной лингвистики.